# Веийе, Лазар
Лаза́рь Вейлле́р (фр. Lazare Weiller;  20 июля 1858 года, Селеста, Эльзас — 12 августа 1928 года, Террите, Швейцария) — французский промышленник, инженер и писатель.
Вейллер обратил на себя внимание усовершенствованием телефона и рядом выдающихся работ по электричеству; вскоре был назначен членом Комитета железнодорожного движения во Франции, a также Высшего колониального совета. Во время Всемирной выставки 1900 года был вице-председателем жюри по электричеству.
В 1889 г. он выставил свою кандидатуру в палате депутатов против Поля Деруледа и хотя был избран, но палата депутатов кассировала его избрание. В 1902 году он был отправлен французским правительством с дипломатической миссией в Северо-Американские Соединённые Штаты.
Вейллер был активным деятелем в движении за пересмотр дела Дрейфуса и вместе со своим другом Шерером-Кестнером старался влиять на генерала Гонза в смысле реабилитации Дрейфуса.

## Печатные издания
- Издал две крупные работы работы по электричеству:
  - «Recherches sur la conductibilité électrique des métaux et de leurs alliages, rapports avec la conductibilité calorifique» (1884)
  - «Études électriques et mécaniques sur les corps solides» (1885)
- Его книга «Les grandes idées d’un grand peuple», посвящённая американской жизни, имела громадный успех (1904).
- Печатался в «Revue des Deux Mondes».